# Tai Pi
Tai Pi est le nom de l’une des deux provinces traditionnelles de l’île de Nuku Hiva, plus grande île de l’archipel des Marquises. Cette province couvre approximativement le tiers oriental de l’île, les deux autres tiers étant couverts par la province de Te I‘i ; elle est constituée des vallées des rivières confluant dans la baie du Contrôleur et des sommets alentour.
Herman Melville y fut abandonné, alors qu'il déserta en compagnie de son camarade Toby Greene le navire baleinier sur lequel il était embarqué comme mousse. Ce séjour, d'une durée de quatre semaines, fut le sujet du premier livre de Melville, Typee.
Il mit d'ailleurs le pied sur l'île le jour même où les Français manifestèrent leur protectorat sur l'île. L'œuvre de Melville représente donc le mode de vie des habitants de la province, et même de l'île entière, telle qu'elle était avant d'être assimilé par celui des colons. Le mode de vie, le paysage et le climat firent penser à Melville qu'il avait atterri dans le jardin d'Eden, malgré la persistance du cannibalisme. Il décrit les journées des habitants comme joyeuses, nonchalantes et innocentes, totalement libérées des soucis rencontrés par les Occidentaux ; ils se contentent, selon lui, de cueillir ce que la végétation tropicale environnante leur offre, et élèvent leurs enfants en communauté. Toutefois, ce mode de vie disparaitra rapidement avec l'arrivée des européens, ainsi que le décrira ensuite Melville dans son deuxième roman, Omoo.

## Note
- (en) Cet article est partiellement ou en totalité issu de l’article de Wikipédia en anglais intitulé « Tai Pi (province) » (voir la liste des auteurs).

1. ↑  Désigné sous le nom de Tommo dans les écrits de Melville.
2. ↑  Typee, soit Tai Pi écrit à l'anglaise…